# Neo-Assyrian Text Corpus Project
Il Neo-Assyrian Text Corpus Project è un progetto accademico internazionale volto a raccogliere e pubblicare testi e documenti dell'Impero neo-assiro, nonché monografie e studi basati su di essi. La sede principale del progetto è a Helsinki in Finlandia.
Il progetto si compone di diverse sotto-serie.

## State Archives of Assyria
| Volume | Titolo                                                                                         | Autore                                      | Anno    |
| ------ | ---------------------------------------------------------------------------------------------- | ------------------------------------------- | ------- |
| I      | The Correspondence of Sargon II, Part 1                                                        | Simo Parpola                                | 1987    |
| II     | Trattati neo-assiri e giuramenti di fedeltà                                                    | Simo Parpola e Kazuko Watanabe              | 1988    |
| III    | Poesia di corte e miscellanea letteraria                                                       | Alasdair Livingstone                        | 1989    |
| IV     | Queries to the Sungod: Divination and Politics in Sargonid Assyria                             | Ivan Starr                                  | 1990    |
| V      | The Correspondence of Sargon II, Part 2: Letters from the Northern and Northeastern Provinces  | Giovanni Battista Lanfranchi e Simo Parpola | 1990    |
| VI     | Esempio                                                                                        | Esempio                                     | Esempio |
| VII    | Documenti amministrativi imperiali, parte 1: Amministrazione del palazzo e del tempio          | Frederick M. Fales e J. N. Postgate         | 1992    |
| VIII   | Astrological Reports to Assyrian Kings                                                         | H. Hunger                                   | 1992    |
| IX     | Assyrian Prophecies                                                                            | Simo Parpola                                | 1997    |
| X      | Lettere di studiosi assiri e babilonesi                                                        | Simo Parpola                                | 1993    |
| XI     | Imperial Administrative Records, Part 2: Provincial and Military Administration                | F. M. Fales e J. N. Postgate                | 1995    |
| XII    | Grants, Decrees and Gifts of the Neo-Assyrian Period                                           | L. Kataja e R. Whiting                      | 1995    |
| XIII   | Letters from Assyrian and Babylonian Priests to Kings Esarhaddon e Assurbanipal                | S. W. Cole and P. Machinist                 | 1998    |
| XIV    | Legal Transactions of the Royal Court of Nineveh, Part 2: Assurbanipal Through Sin-šarru-iškun | R. Mattila                                  | 2002    |
| XV     | The Correspondence of Sargon II, Part III: Letters from Babylonia and the Eastern Provinces    | A. Fuchs and S. Parpola                     | 2001    |